# 汪憲 (清朝官員)
汪憲（1721年—1771年）字千陂、千波，號魚亭，浙江杭州府錢塘縣人，清朝政治人物、藏書家。

## 生平
生于康熙六十年辛丑八月十一日酉时。乾隆九年（1744年）甲子科举人，十年（1745年）乙丑科進士，授刑部主事，升刑部陝西司員外郎。性好藏書，有求售者，不惜高價收購。乾隆三十六年（1771年）卒。卒于乾隆三十六年辛卯八月初九日未时。

## 著作
著有《易說存悔》、《說文繫傳考略》、《說文繫傳考略附錄》、《苔譜》、《寒燈絮語》等。

## 家族
父汪光豫。弟汪宽。亲家梁同书。子汪汝瑮、汪璐、汪玮、汪瑜。孫汪諴。